# Kristin Peak
Der Kristin Peak ist ein 1300 m hoher Berggipfel auf der antarktischen Ross-Insel. Er ragt 7 km südlich des Kap Tennyson am nördlichen Ende des Giggenbach Ridge auf.
Das Advisory Committee on Antarctic Names benannte ihn im Jahr 2000 nach Kristin Larson, die ab 1988 für das United States Antarctic Program tätig war, zwei antarktische Winter auf der McMurdo-Station verbrachte sowie 1988 und 1992 als auch zwischen 1992 und 1995 die Aufsicht über verschiedene Forschungslabors in Antarktika innehatte.